# Żerdia
Żerdia (ukr. Жердя) – wieś na Ukrainie, w obwodzie chmielnickim, w rejonie kamienieckim. W 2001 liczyła 1626 mieszkańców, wśród których 1612 wskazało jako język ojczysty ukraiński, 13 rosyjski, a 1 białoruski.